# يوهاني أهو
يوهاني أهو (Juhani Aho؛ لابنلهتي، 11 سبتمبر 1861 - هلسنكي، 8 أغسطس 1921) كاتب وصحافي فنلندي.
اتبع إنتاج أهو الأدبي الغزير أساليباً مختلفة بمرور الزمن.
بدأ روائياً واقعياً، وكانت «السكك الحديدية» (Rautatie) أولى رواياته، والتي تعتبر من أعماله وأعمال تلك الفترة الرئيسية. انتقل لاحقاً نحو الرومانسية الحديثة مع بروايات «بانو» (Panu) و«الربيع ورجعة الشتاء» (Kevät ja takatalvi) فضلا عن «يوها» (Juha). وهذه الأخيرة تعد إحدى أشهر أعماله، وقد حولها أرني مريكانتو إلى أوبرا، كما تحولت إلى فيلم أربع مرات، كان آخرها في عام 1999 من قبل أكي كاوريسماكي.

## روابط خارجية
- يوهاني أهو على موقع IMDb (الإنجليزية)
- يوهاني أهو على موقع الموسوعة البريطانية (الإنجليزية)
- يوهاني أهو على موقع ميوزك برينز (الإنجليزية)
- يوهاني أهو على موقع قاعدة بيانات الفيلم (الإنجليزية)